# Друго Колумбово путовање
Друго Колумбово путовање (шп. Segundo viaje de Colón), истраживачка експедиција под вођством Кристифора Колумба организована у јесен 1493. године, са 17 бродова и 1.200 људи. Ова експедиција је основала колонију Исабела на Хаитију, открила Мале Антиле, Порто Рико и Јамајку и истражила јужну обалу Кубе, иако је Колумбо био чврсто уверен да се ради о азијском копну. Не успевши да открије краљевства Азије за којима је трагао, Колумбо се вратио у Шпанију у пролеће 1496, оставивши власт у тек основаној колонији свом брату, Бартоломеу.